# Loét hạ cam
Loét hạ cam (hay bệnh hạ cam mềm, tiếng Anh: Chancroid, soft chancre, ulcus molle)  là bệnh do vi khuẩn lây truyền qua đường tình dục, đặc trưng bởi các lở loét đau đớn trên cơ quan sinh dục. Chancroid lây từ người san người qua quan hệ tình dục. Mặc dù không phổ biến ở phương Tây, loét hạ cam là nguyên nhân phổ biến nhất gây loét sinh dục trên toàn thế giới.

## Dấu hiệu và triệu chứng

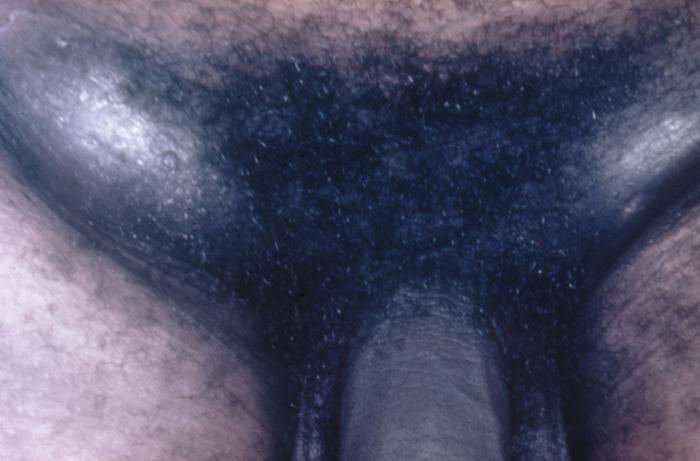
Sưng bạch hạch ở nam

Bệnh chỉ gây đâu theo vùng, không có biểu hiện đau toàn thân. Các vết loét đặc trưng:
- Kích thước từ 3 đến 50 mm
- Đau đớn
- Khoanh vùng không xác định
- Có đường viền không đều hoặc rách
- Có hạt màu vàng hoặc vàng xám
- Nếu bị chấn thương gây vỡ và chảy máu
- Sưng hạch bạch gây đau xảy ra ở 30 đến 60% bệnh nhân.
- Đau khi tiểu tiện và đau khi quan hệ ở nữ giới

Khoảng một nửa nam giới bị nhiễm bệnh chỉ có một vết loét. Phụ nữ thường có bốn hoặc nhiều vết loét, với ít triệu chứng hơn.
Vết loét ban đầu có thể bị nhầm lẫn là bệnh giang mai nguyên phát.
Khoảng một phần ba số người nhiễm bệnh sẽ phát triển các hạch bạch huyết bẹn, các hạch nằm ở nếp giữa chân và bụng dưới.
Một nửa trong số những người bị sưng hạch bẹn sẽ tiến triển đến khi hạch vỡ qua da, tạo ra áp xe dẫn lưu. Các hạch bạch huyết sưng và áp xe gọi là sưng hạch bạch.

## Nguyên nhân
Bệnh hạ cam là một vi khuẩn nhiễm trùng Gram âm tên là streptobacillus Haemophilus ducreyi. Đây là một căn bệnh được tìm thấy chủ yếu ở các nước đang phát triển, phổ biến nhất ở các nhóm kinh tế xã hội thấp, liên quan đến gái mại dâm.
Bệnh hạ cam, do H. ducreyi gây ra ít liên quan đến các trường hợp loét sinh dục ở Mỹ, nhưng vi khuẩn này được phân lập ở 10% từ các vết loét sinh dục của bệnh nhân thăm khám các phòng khám STD ở Memphis và Chicago.

## Phòng ngừa
Bệnh hạ cam lây lan trong quần thể có hoạt động tình dục cao, chẳng hạn như gái mại dâm. Sử dụng bao cao su, điều trị dự phòng bằng azithromycin, điều kiển hội chứng loét sinh dục, điều trị bệnh nhân giang mai là một số chiến lược đã được thử nghiệm thành công ở Thái Lan.